# Wiggolly Dantas
Pour les articles homonymes, voir Dantas.
Wiggolly Dantas est un surfeur professionnel brésilien né le 16 décembre 1989 à Ubatuba, dans l'État de São Paulo au Brésil.

## Biographie
Wiggolly Dantas est originaire d'Ubatuba, spot de surf réputé du littoral de l'État de São Paulo. Il débute sur le circuit Qualifying Series en 2008 à l'âge de 18 ans et remporte deux victoires dès sa première saison. Il intègre le circuit majeur, le Championship Tour, en 2015 soit sept ans plus tard.

## Palmarès et résultats

### Saison par saison
- 2008 :
  - 1er du Rip Curl Board Masters en Cornouailles (Angleterre)
  - 1er du Onbongo Pro Surfing à Ubatuba (Brésil)

- 2009 :
  - 3e du Relentless Boardmasters en Cornouailles (Angleterre)

- 2010 :
  - 3e du Hang Loose Pro à Fernando de Noronha (Brésil)
  - 2e du O'Neill Coldwater Classic Tasmania à Marrawah (Australie)
  - 1er du Sooruz Lacanau Pro à Lacanau (France)

- 2011 :
  - 3e du Super Surf International à Ubatuba (Brésil)

- 2012 :
  - 2e du SATA Airlines Azores Pro à São Miguel (Açores)

- 2014 :
  - 2e du Volcom Pipe Pro à Banzai Pipeline sur le North Shore d'Oahu (Hawaï)
  - 1er du Quiksilver Saquarema Prime à Saquarema (Brésil)
  - 3e du Cascais Billabong Pro à Cascais (Portugal)

- 2015
  - 3e du Allianz Billabong Pro Cascais à Cascais (Portugal)[1]

- 2020 :
  - 1er du Volcom Pipe Pro à Banzai Pipeline sur le North Shore d'Oahu (Hawaï)

### Classements
| Année             | 2011 | 2012 | 2013 | 2014 |
| ----------------- | ---- | ---- | ---- | ---- |
| Qualifying Series | 59e  | 42e  | 58e  | 4e   |